# NFL 1986
Die NFL-Saison 1986 war die 67. Saison im American Football in der National Football League (NFL). Die Regular Season begann am 7. September 1986 und endete am 22. Dezember 1986.
Die Saison endete mit dem Pro Bowl am 1. Februar 1987 im Aloha Stadium in Honolulu, Hawaii.
Erstmals wurde ein System zur Überprüfung von Entscheidungen durch Videoaufzeichnungen eingeführt. Es gab jedoch keine zeitliche Begrenzung bei der Sichtung der Videoaufnahmen, so dass es zu längeren Spielunterbrechungen kam.

## NFL Draft

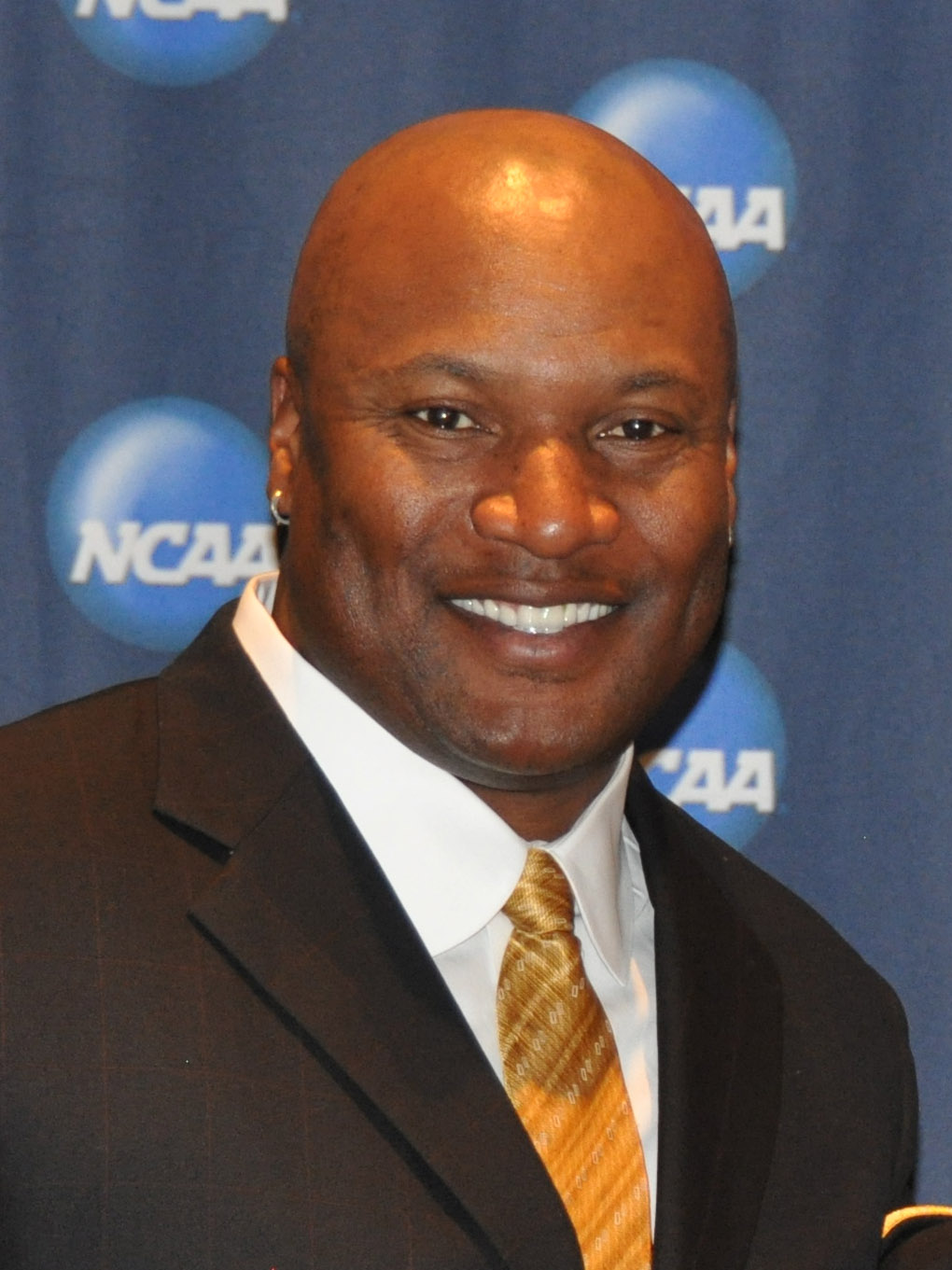
Bo Jackson wurde als erster Spieler im NFL Draft 1986 ausgewählt.

Der NFL Draft 1986 fand vom 29. bis 30. April im New York Marriott Marquis in New York City statt. Mit dem Erstrunden-Pick wählten die Tampa Bay Buccaneers den Runningback und Gewinner der Heisman Trophy Bo Jackson von der Auburn University. Da die Buccaneers Jackson nicht gleichzeitig Baseball spielen lassen wollten, weigerte er sich, einen Vertrag zu unterzeichnen und wurde in den Draftpool für 1987 entlassen. Ein Jahr später wurde er im NFL Draft von 1987 diesmal von den Los Angeles Raiders an 183. Stelle ausgewählt. Da die Raiders kein Problem mit Jacksons Baseballkarriere hatten, debütierte er mit einem Jahr Verspätung in der NFL und erzielte auf Anhieb als Runningback sechs Touchdowns, 554 Yards Raumgewinn und bestach mit seinem hohen Durchschnitt von 6,8 Yards pro Lauf.

## Regular Season
| AFC East             | AFC East | AFC East | AFC East | AFC East | AFC East | AFC East | AFC East | AFC East |
| Team                 | S        | N        | U        | SQ       | P+       | P−       | DIV      | CONF     |
| -------------------- | -------- | -------- | -------- | -------- | -------- | -------- | -------- | -------- |
| New England Patriots | 11       | 5        | 0        | 0,688    | 412      | 307      | 7–1      | 8–4      |
| New York Jets        | 10       | 6        | 0        | 0,625    | 364      | 386      | 6–2      | 8–4      |
| Miami Dolphins       | 8        | 8        | 0        | 0,500    | 430      | 405      | 5–3      | 6–6      |
| Buffalo Bills        | 4        | 12       | 0        | 0,250    | 287      | 348      | 1–7      | 3–11     |
| Indianapolis Colts   | 3        | 13       | 0        | 0,188    | 229      | 400      | 1–7      | 2–10     |

| NFC East            | NFC East | NFC East | NFC East | NFC East | NFC East | NFC East | NFC East | NFC East |
| Team                | S        | N        | U        | SQ       | P+       | P−       | DIV      | CONF     |
| ------------------- | -------- | -------- | -------- | -------- | -------- | -------- | -------- | -------- |
| New York Giants     | 14       | 2        | 0        | 0,875    | 371      | 236      | 7–1      | 11–1     |
| Washington Redskins | 12       | 4        | 0        | 0,750    | 368      | 296      | 5–3      | 9–3      |
| Dallas Cowboys      | 7        | 9        | 0        | 0,438    | 346      | 337      | 5–3      | 6–6      |
| Philadelphia Eagles | 5        | 10       | 1        | 0,344    | 256      | 312      | 1–6–1    | 3–8–1    |
| St. Louis Cardinals | 4        | 11       | 1        | 0,281    | 218      | 351      | 1–6–1    | 3–10–1   |

| AFC Central         | AFC Central | AFC Central | AFC Central | AFC Central | AFC Central | AFC Central | AFC Central | AFC Central |
| Team                | S           | N           | U           | SQ          | P+          | P−          | DIV         | CONF        |
| ------------------- | ----------- | ----------- | ----------- | ----------- | ----------- | ----------- | ----------- | ----------- |
| Cleveland Browns    | 12          | 4           | 0           | 0,750       | 391         | 310         | 5–1         | 10–2        |
| Cincinnati Bengals  | 10          | 6           | 0           | 0,625       | 409         | 394         | 3–3         | 7–5         |
| Pittsburgh Steelers | 6           | 10          | 0           | 0,375       | 307         | 336         | 3–3         | 4–8         |
| Houston Oilers      | 5           | 11          | 0           | 0,313       | 284         | 412         | 1–5         | 3–9         |

| NFC Central          | NFC Central | NFC Central | NFC Central | NFC Central | NFC Central | NFC Central | NFC Central | NFC Central |
| Team                 | S           | N           | U           | SQ          | P+          | P−          | DIV         | CONF        |
| -------------------- | ----------- | ----------- | ----------- | ----------- | ----------- | ----------- | ----------- | ----------- |
| Chicago Bears        | 14          | 2           | 0           | 0,875       | 352         | 187         | 7–1         | 10–2        |
| Minnesota Vikings    | 9           | 7           | 0           | 0,563       | 398         | 273         | 6–2         | 8–4         |
| Detroit Lions        | 5           | 11          | 0           | 0,313       | 277         | 326         | 3–5         | 4–8         |
| Green Bay Packers    | 4           | 12          | 0           | 0,250       | 254         | 418         | 3–5         | 3–9         |
| Tampa Bay Buccaneers | 2           | 14          | 0           | 0,125       | 239         | 473         | 1–7         | 1–13        |

| AFC West            | AFC West | AFC West | AFC West | AFC West | AFC West | AFC West | AFC West | AFC West |
| Team                | S        | N        | U        | SQ       | P+       | P−       | DIV      | CONF     |
| ------------------- | -------- | -------- | -------- | -------- | -------- | -------- | -------- | -------- |
| Denver Broncos      | 11       | 5        | 0        | 0,688    | 378      | 327      | 5–3      | 8–4      |
| Kansas City Chiefs  | 10       | 6        | 0        | 0,625    | 358      | 326      | 5–3      | 9–5      |
| Seattle Seahawks    | 10       | 6        | 0        | 0,625    | 366      | 293      | 5–3      | 7–5      |
| Los Angeles Raiders | 8        | 8        | 0        | 0,500    | 323      | 346      | 4–4      | 7–5      |
| San Diego Chargers  | 4        | 12       | 0        | 0,250    | 335      | 396      | 1–7      | 4–8      |

| NFC West            | NFC West | NFC West | NFC West | NFC West | NFC West | NFC West | NFC West | NFC West |
| Team                | S        | N        | U        | SQ       | P+       | P−       | DIV      | CONF     |
| ------------------- | -------- | -------- | -------- | -------- | -------- | -------- | -------- | -------- |
| San Francisco 49ers | 10       | 5        | 1        | 0,656    | 374      | 247      | 3–2–1    | 6–5–1    |
| Los Angeles Rams    | 10       | 6        | 0        | 0,625    | 309      | 267      | 3–3      | 8–4      |
| Atlanta Falcons     | 7        | 8        | 1        | 0,469    | 280      | 280      | 2–3–1    | 6–5–1    |
| New Orleans Saints  | 7        | 9        | 0        | 0,438    | 288      | 287      | 3–3      | 6–6      |

 Divisionssieger 0  Wildcard

Quelle: pro-football-reference.com
Tie-Breaker 1986
- Denver sicherte sich den 2. Platz in der Play-off-Setzliste der AFC vor New England aufgrund ihres 27:20-Sieges im direkten Duell in Woche 4.
- Die New York Jets sicherten sich den ersten AFC Wild Card Platz aufgrund ihrer besseren Conference-Bilanz (8–4 (0,667) gegenüber 9–5 (0,643) von Kansas City, 7–5 (0,583) von Seattle und 7–5 (0,583) von Cincinnati).
- Kansas City sicherte sich den zweiten AFC Wild Card Platz aufgrund ihrer besseren Conference-Bilanz (9–5 gegenüber 7–5 von Seattle und 7–5 von Cincinnati).
- Die New York Giants sicherte sich den 1. Platz in der Play-off-Setzliste der NFC vor Chicago aufgrund ihrer besseren Conference-Bilanz (11–1 gegenüber 10–2 von Chicago).

## Play-offs
Die Play-offs begannen am 28. Dezember und liefen bis zum 11. Januar 1987.
Die New York Giants gewannen ihren ersten Super Bowl.
|  |                               |                               |                               |                                |                                |                                |                               |               |                |                |                 |    |  |  |  |  |  |
|  |                               |                               |                               |                                | Divisional Playoffs            |                                |                               |               |                |                |                 |    |  |  |  |  |  |
|  |                               |                               |                               |                                | 4. Januar – Giants Stadium     |                                |                               |               |                |                |                 |    |  |  |  |  |  |
|  | NFC Wild Card Game            | NFC Wild Card Game            | NFC Wild Card Game            | NFC Championship               | NFC Championship               | NFC Championship               |                               |               |                |                |                 |    |  |  |  |  |  |
|  | NFC Wild Card Game            | NFC Wild Card Game            | NFC Wild Card Game            | NFC Championship               | NFC Championship               | NFC Championship               | 1*                            | N.Y. Giants   | 49             |                |                 |    |  |  |  |  |  |
|  | 28. Dezember – RFK Stadium    | 28. Dezember – RFK Stadium    | 28. Dezember – RFK Stadium    | 11. Januar – Giants Stadium    | 11. Januar – Giants Stadium    | 11. Januar – Giants Stadium    | 1*                            | N.Y. Giants   | 49             |                |                 |    |  |  |  |  |  |
|  | 28. Dezember – RFK Stadium    | 28. Dezember – RFK Stadium    | 28. Dezember – RFK Stadium    | 11. Januar – Giants Stadium    | 11. Januar – Giants Stadium    | 11. Januar – Giants Stadium    | 3                             | San Francisco | 3              |                |                 |    |  |  |  |  |  |
|  | 4                             | Washington                    | 19                            | 1                              | N.Y. Giants                    | 17                             | 3                             | San Francisco | 3              |                |                 |    |  |  |  |  |  |
|  | 4                             | Washington                    | 19                            | 1                              | N.Y. Giants                    | 17                             | 3. Januar – Soldier Field     |               |                |                |                 |    |  |  |  |  |  |
|  | 5                             | L.A. Rams                     | 7                             |                                | 4                              | Washington                     | 0                             |               | Super Bowl XXI | Super Bowl XXI | Super Bowl XXI  |    |  |  |  |  |  |
|  | 5                             | L.A. Rams                     | 7                             | 2*                             | 4                              | Washington                     | 0                             | Chicago       | Super Bowl XXI | Super Bowl XXI | Super Bowl XXI  | 13 |  |  |  |  |  |
|  |                               |                               |                               | 2*                             |                                |                                | 25. Januar – Rose Bowl        | Chicago       |                |                |                 | 13 |  |  |  |  |  |
|  | 4                             | Washington                    | 27                            |                                |                                |                                |                               |               |                |                |                 |    |  |  |  |  |  |
|  | 4                             | Washington                    | 27                            | N1                             | N.Y. Giants                    | 39                             |                               |               |                |                |                 |    |  |  |  |  |  |
|  | 3. Januar – Cleveland Stadium |                               |                               | N1                             | N.Y. Giants                    | 39                             |                               |               |                |                |                 |    |  |  |  |  |  |
|  | AFC Wild Card Game            | AFC Wild Card Game            | AFC Wild Card Game            | AFC Championship               | AFC Championship               | AFC Championship               |                               | A2            | Denver         | 20             |                 |    |  |  |  |  |  |
|  | AFC Wild Card Game            | AFC Wild Card Game            | AFC Wild Card Game            | AFC Championship               | AFC Championship               | AFC Championship               | 1                             | A2            | Denver         | 20             | Cleveland (2OT) | 23 |  |  |  |  |  |
|  | 28. Dezember – Giants Stadium | 28. Dezember – Giants Stadium | 28. Dezember – Giants Stadium | 11. Januar – Cleveland Stadium | 11. Januar – Cleveland Stadium | 11. Januar – Cleveland Stadium | 1                             |               |                |                | Cleveland (2OT) | 23 |  |  |  |  |  |
|  | 28. Dezember – Giants Stadium | 28. Dezember – Giants Stadium | 28. Dezember – Giants Stadium | 11. Januar – Cleveland Stadium | 11. Januar – Cleveland Stadium | 11. Januar – Cleveland Stadium | 4                             | N.Y. Jets     | 20             |                |                 |    |  |  |  |  |  |
|  | 4                             | N.Y. Jets                     | 35                            | 1                              | Cleveland                      | 20                             | 4                             | N.Y. Jets     | 20             |                |                 |    |  |  |  |  |  |
|  | 4                             | N.Y. Jets                     | 35                            | 1                              | Cleveland                      | 20                             | 4. Januar – Mile High Stadium |               |                |                |                 |    |  |  |  |  |  |
|  | 5                             | Kansas City                   | 15                            |                                | 2                              | Denver (OT)                    | 23                            |               |                |                |                 |    |  |  |  |  |  |
|  | 5                             | Kansas City                   | 15                            | 2                              | 2                              | Denver (OT)                    | 23                            | Denver        | 22             |                |                 |    |  |  |  |  |  |
|  |                               |                               |                               | 2                              |                                |                                |                               |               | 22             |                |                 |    |  |  |  |  |  |
|  | 3                             | New England                   | 17                            |                                |                                |                                |                               |               |                |                |                 |    |  |  |  |  |  |
|  | 3                             | New England                   | 17                            |                                |                                |                                |                               |               |                |                |                 |    |  |  |  |  |  |

(*) Hinweis: Zwei Teams aus der gleichen Division durften in den Divisional Play-offs nicht gegeneinander spielen. Sonst hätten die New York Giants gegen die Washington Redskins gespielt. Da beide allerdings aus der NFC East stammen war dies nicht möglich.

## Super Bowl XXI
Der Super Bowl XXI fand am 25. Januar 1987 im Rose Bowl in Pasadena, Kalifornien statt. Im Finale trafen die Denver Broncos auf die New York Giants.
|                 | 1  | 2 | 3  | 4  | Gesamt |
| --------------- | -- | - | -- | -- | ------ |
| New York Giants | 7  | 2 | 17 | 13 | 39     |
| Denver Broncos  | 10 | 0 | 0  | 10 | 20     |

## Auszeichnungen
| Most Valuable Player            | Lawrence Taylor, Linebacker, New York Giants                                               |
| Coach of the Year               | Bill Parcells, New York Giants                                                             |
| Offensive Player of the Year    | Eric Dickerson, Runningback, Los Angeles Rams                                              |
| Defensive Player of the Year    | Lawrence Taylor, Linebacker, New York Giants                                               |
| Offensive Rookie of the Year    | Rueben Mayes, Runningback, New Orleans Saints                                              |
| Defensive Rookie of the Year    | Leslie O'Neal, Defensive End, San Diego Chargers                                           |
| Comeback Player of the Year     | Joe Montana, Quarterback, San Francisco 49ers Tommy Kramer, Quarterback, Minnesota Vikings |
| Man of the Year                 | Reggie Williams, Linebacker, Cincinnati Bengals                                            |
| Super Bowl Most Valuable Player | Phil Simms, Quarterback, New York Giants                                                   |